# Божидар Янкович
Божидар Янкович (на сръбски: Божидар Јанковић) е сръбски офицер (генерал).
Участник е в Сръбско-турската (1876), Руско-турската (1877 – 1878), Сръбско-българската (1885), Балканската (1912 – 1913), Междусъюзническата (1913) и Първата световна война (1914 – 1918).

## Биография
Божидар Янкович е роден на 7 декември 1849 година в Белград, Княжество Сърбия. През 1874 година завършва артилерийскито училище в Белград, като след завършването е зачислен в инженерни войски. През 1876 година взема участие в Сръбско-турската война. По-късно взема участие и в Руско-турската война (1877 – 1878) като адютант в пионерния батальон, адютант и началник-щаб на Турпинската бригада 1-ви клас. От 1883 година служи в генералния щаб, като междувременно от 1884 до 1887 година преподава и в сръбската Военна академия.
По време на Сръбско-българската война (1885) е офицер от генералния щаб при Върховното главнокомандване и помощник началник-щаб на Нишавската армия. От 1893 година е командир на батальон, пехотен полк, началник на Ибарската дивизия. През 1897 година е назначн за началник на дивизионна област. В периода 1900 – 1901 година и началник-щаб на действащата армия. През 1901 година Янкович е назначен за Военен министър на Кралство Сърбия, малко след което преминава в запаса. Генерал Янкович е запасни офицер в периода 1901 – 1902 и 1903 – 1912 г., когато избухва Балканската война.
По време на Балканските войни Янкович е началник на Трета сръбска армия, която се бие на Косовския фронт и взема участие в битката при Брегалница.
По време на Първата световна война, до юни 1915 година Янкович е началник-щаб на черногорската армия и пряко ръководи операциите на войската. След бунта при Шкодра през 1914 година напуска Черна гора, а след утихването на конфликта се завръща. На 16 юни 1915 г. е отстранен от поста.
Като председател на „Националната отбрана“ участва в четническото движение на територията на Стара Сърбия. От 1919 година е началник на 4-та армейска област.
Генерал Божидар Янкович умира на 7 юли 1920 година в Херцег Нови.
Негов син е армейският генерал от Кралство Югославия Милойко Янкович.